# Guiberto di Gembloux
Guiberto di Gembloux, in francese Guibert de Gembloux (892 – Gorze, 23 maggio 962), è stato un monaco cristiano belga.

## Biografia
Aristocratico di Lotaringia, dopo aver partecipato a numerose campagne militari, Guibert si ritirò come eremita nel territorio di famiglia di Gembloux (anticamente Gemblours), ereditato dal padre.
Con l'appoggio dell'imperatore Ottone I egli vi fondò nel 936 un monastero fortificato e quasi indipendente (batteva addirittura propria moneta). Dopo la permanenza per un certo periodo nell'Abbazia di Gorze, egli ne adottò la regola benedettina per il suo monastero, a capo del quale mise come abate un monaco di Gorze, Erluino. 
I monaci di Gembloux furono attivi come missionari fra gli ungari e gli slavi che rimasero nel ducato di Brabante dopo l'invasione del 954.
Guiberto si ritirò a Gorze ma, pur aspirando alla solitudine della vita monastica, egli doveva spesso tornare a Gembloux per difendere gl'interessi ed i diritti della sua fondazione (fra gli altri, contro il conte di Namur). 
Morì nel 962.

## Memoria del santo
- La Facoltà universitaria di agronomia di Gembloux occupa oggi il fabbricato dell'abbazia benedettina di San Pietro fondata da san Guiberto, più volte ricostruita. Il fabbricato attuale risale al XVIII secolo
- Al centro di Gembloux si trova la piazza Saint Guibert, che prende il nome dall'antica fontana sormontata da una statua di san Guiberto.
- A Nord della città di Gembloux, ma nella provincia del Brabante vallone, si trova il comune di Mont-Saint-Guibert.

Sigebert di Gembloux, monaco dell'abbazia e scrittore medievale di fama, scrisse una Vita di San Guiberto. L'edizione critica del testo si trova negli Acta Sanctorum, 5º volume del mese di maggio.
San Guiberto viene ricordato nella liturgia il giorno 23 maggio.